# Liste sächsischer Verlage
Die Liste sächsischer Verlage enthält bestehende und ehemalige Buchverlage und andere Verlage in Sachsen. Sie ist unvollständig.

## Leipzig
Seit dem 16. Jahrhundert gehörte Leipzig zu den Städten mit den meisten Verlagen im deutschsprachigen Raum, im 19. und frühen 20. Jahrhundert befanden sich dort die meisten Verlagshäuser neben Berlin, 1928 über 500.
Nach 1950 gab es nur noch etwa 30, dieses waren aber immer noch die meisten in der DDR nach Berlin.
Nach 1990 wurden diese aufgelöst oder ihr Hauptsitz verlegt.
In der Gegenwart gibt es nur noch einige neuere kleine Verlage.

### Bestehende Verlage
Bestehende Buchverlage mit Hauptsitz in Leipzig
- Connewitzer Verlagsbuchhandlung, seit 1990
- Leipziger Universitätsverlag, seit 1992
- Merve Verlag, 1970 in West-Berlin gegründet, seit 2017 Hauptsitz in Leipzig
- Seemann & Henschel

Bestehende Buchverlage mit Nebensitz in Leipzig
- Voland & Quist, Hauptsitz in Berlin-Schöneberg

### Ehemalige Verlage
Bestehende ehemalige Leipziger Verlage
Verlage, die zeitweise ihren Sitz in Leipzig hatten, inzwischen jedoch in anderen Städten 
- Breitkopf & Härtel
- Insel Verlag
- Kiepenheuer Verlag
- Reclam-Verlag

Ehemalige Buchverlage
Nicht mehr bestehende Buchverlage aus Leipzig
- Verlag für die Frau, 1946–2006

## Dresden
Auch in Dresden gab es zahlreiche Buchverlage, darunter einige renommierte Kunstverlage. Gegenwärtig bestehen nur wenige eigenständige Unternehmenssitze in der Stadt.

### Bestehende Verlage
Bestehende Buchverlage mit Hauptsitz in Dresden
- Holzhof Verlag
- Neisse Verlag
- Sandstein Verlag
- Saxonia Verlag, seit 1993
- Thelem Universitätsverlag, seit 1993

### Ehemalige Verlage
- Verlag der Kunst

## Weitere Orte

### Beucha
- Sax-Verlag, seit 1992

### Chemnitz
- Chemnitzer Verlag, seit 1990
- Eichenspinner Verlag
- Palisander Verlag

### Waltersdorf
- Oberlausitzer Verlag, seit 1990